# Patio de luces

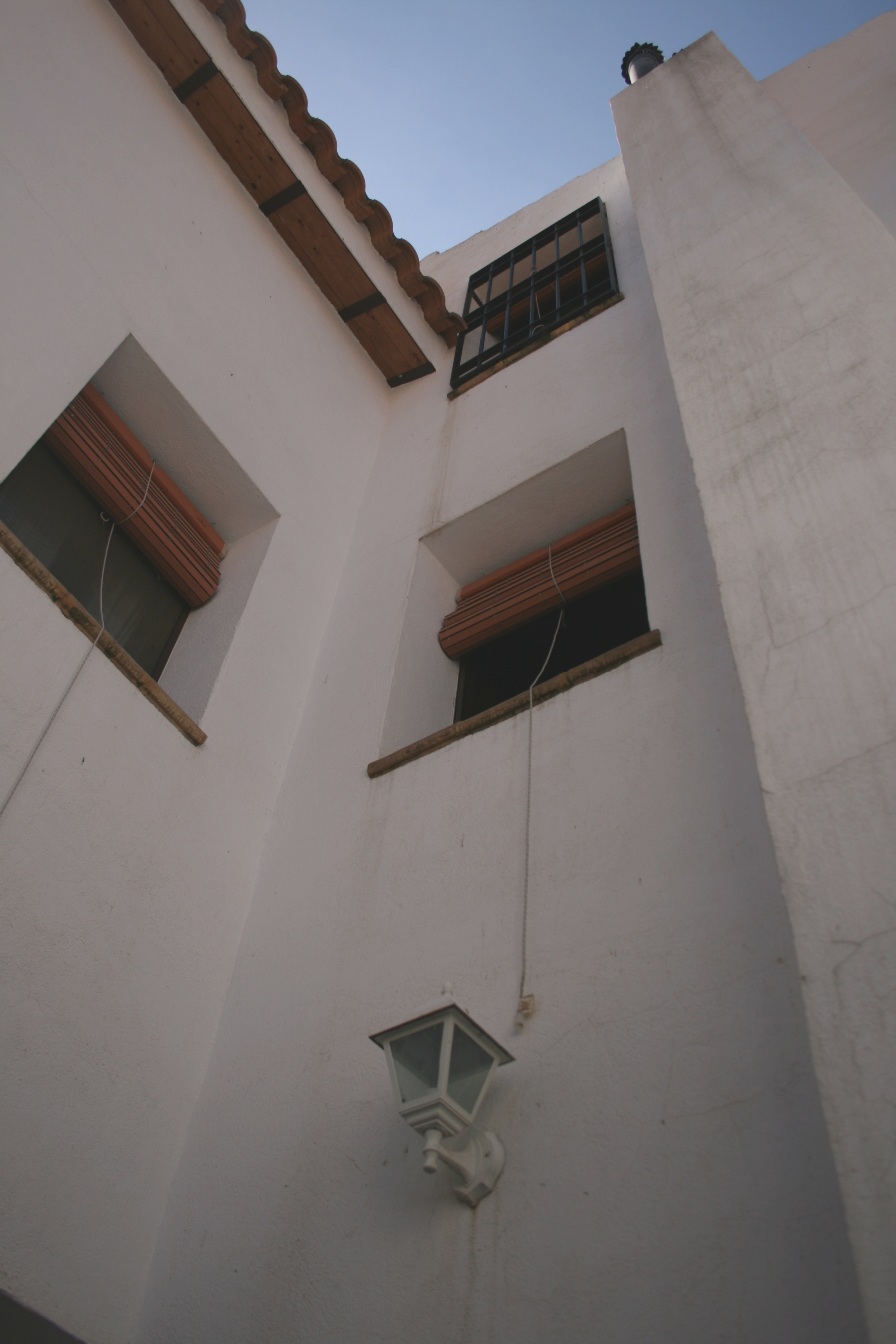
Patio de luces mostrando sus ventanas interiores al patio

El patio de luces (denominado también, cuando es grande, como patio de manzana, patio interior o patio de vecindad) es un elemento de arquitectura en forma de patio central interior dentro de un edificio. Por su disposición permite el acceso de una porción de luz indirecta del sol a las estancias interiores del edificio –de ahí su nombre–, así como la ventilación de dichas estancias. Hace también posible la vista entre las distintas plantas del edificio, y facilita la orientación dentro del mismo.

## Características físicas
El patio de luces es un tipo de patio interior en el edificio. Suele poseer un ratio altura/anchura alto. En la rehabilitación de edificios suele emplearse como hueco para la instalación de ascensores. Las ventanas de las habitaciones y espacios interiores suelen comunicarse con el patio de luces con el objeto de recibir su luminosidad. De la misma forma, suele estar comunicado con las ventanas de los descansillos de una escalera de acceso al edificio. 